# Cyrtandra melinocalyx
Cyrtandra melinocalyx är en tvåhjärtbladig växtart som beskrevs av Rudolf Schlechter. Cyrtandra melinocalyx ingår i släktet Cyrtandra och familjen Gesneriaceae. Inga underarter finns listade i Catalogue of Life.